# سرگئی گورلوکوویچ
سرگئی گورلوکوویچ (روسی: Серге́й Вадимович Горлукович؛ زادهٔ ۱۸ نوامبر ۱۹۶۱) بازیکن سابق و مربی فوتبال اهل بلاروس-روسیه است.
از باشگاه‌هایی که در آن بازی کرده‌است می‌توان به باشگاه فوتبال بروسیا دورتموند، باشگاه فوتبال لوکوموتیو مسکو، باشگاه فوتبال دینامو مینسک، باشگاه فوتبال اسپارتاک مسکو و باشگاه فوتبال میکا اشاره کرد.